# Pterolonchidae
Pterolonchidae — маленькое семейство чешуекрылых, включающее до 25 видов с размахом крыльев 20—26 мм.

## Ареал
Европа, Азия, Северная Америка.

## Систематика
- Род Pterolonche
  - Подрод Pterolonche
    - Pterolonche albescens (Zeller, 1847) — Южная Европа
    - Pterolonche benesignata Rebel, 1914
    - Pterolonche gozmaniella (Vives, 1984 — Португалия, Испания
    - Pterolonche gracilis (Rebel, 1916)
    - Pterolonche inspersa (Staudinger, 1859) — Европа, Северная Америка
    - Pterolonche kurdistanella (Amsel, 1959)
    - Pterolonche lineata (Walsingham, 1889)
    - Pterolonche lutescentella (Chrétien, 1922) — Португалия, Испания
    - Pterolonche pulverulenta (Zeller, 1847) — Южная Европа
    - Pterolonche terebrata (Meyrick, 1924)
    - Pterolonche vallettae (Amsel, 1955) — Эндемик Мальты

  - Подрод Agenjius
  - Подрод Gomezbustillus
- Род Anathyrsa